# Serie A-1 2011-2012 (pallacanestro in carrozzina)
La Serie A1 FIPIC 2011-2012 è la 35ª edizione del massimo campionato italiano di pallacanestro in carrozzina.
Le squadre partecipanti sono state 10 e lo scudetto è stato vinto dalla SSD Santa Lucia Sport Roma. Al termine del campionato la Lottomatica Elecom Roma dopo aver perso la finale con i concittadini del Santa Lucia e aver disputato un'ottima stagione internazionale lascia l'attività agonistica.

## Regolamento

### Formula
Le 10 squadre partecipanti disputano un girone unico all'italiana, con partite d'andata e ritorno. Al termine della stagione regolare, le prime quattro classificate sono ammesse ai play-off scudetto. Le ultime due squadre retrocedono direttamente in A2. Le squadre arrivate settima e ottava disputeranno i Play-Out. La perdente retrocederà in A-2.

## Stagione regolare

### Classifica
|  |     | Classifica stagione regolare 2011-2012 | PT | G  | V  | P  | PF   | PS   | Dif  |
|  | --- | -------------------------------------- | -- | -- | -- | -- | ---- | ---- | ---- |
|  | 1.  | SSD Santa Lucia Sport Roma             | 34 | 18 | 17 | 1  | 1229 | 911  | 318  |
|  | 2.  | Lottomatica Elecom Roma                | 28 | 18 | 14 | 4  | 1249 | 975  | 274  |
|  | 3.  | Anmic Dinamo Sassari                   | 28 | 18 | 14 | 4  | 1228 | 1071 | 157  |
|  | 4.  | Unipol Briantea 84 Cantù               | 20 | 18 | 10 | 8  | 1089 | 1036 | 53   |
|  | 5.  | Gruppo Tercas Amicacci Giulianova      | 18 | 18 | 9  | 9  | 1049 | 1047 | 2    |
|  | 6.  | GSD Porto Torres                       | 18 | 18 | 9  | 9  | 1112 | 1145 | -33  |
|  | 7.  | Padova Millennium Basket               | 16 | 18 | 8  | 10 | 1152 | 1188 | -36  |
|  | 8.  | Santo Stefano Banca Marche             | 12 | 18 | 6  | 12 | 1039 | 1127 | -88  |
|  | 9.  | HB Torino Asja SKF                     | 4  | 18 | 2  | 16 | 903  | 1231 | -328 |
|  | 10. | A Ruota Libera Solsonica RI            | 2  | 18 | 1  | 17 | 982  | 1301 | -319 |

### Risultati
| Risultati                         | CAN | GIU | PAD | POR | RI | RO.E | RO.S | S.ST | SAS | TOR |
| --------------------------------- | --- | --- | --- | --- | -- | ---- | ---- | ---- | --- | --- |
| Unipol Briantea 84 Cantù          |     | -   | -   | -   | -  | -    | -    | -    | -   | -   |
| Gruppo Tercas Amicacci Giulianova | -   |     | -   | -   | -  | -    | -    | -    | -   | -   |
| Padova Millennium Basket          | -   | -   |     | -   | -  | -    | -    | -    | -   | -   |
| GSD Porto Torres                  | -   | -   | -   |     | -  | -    | -    | -    | -   | -   |
| A Ruota Libera Solsonica RI       | -   | -   | -   | -   |    | -    | -    | -    | -   | -   |
| Lottomatica Elecom Roma           | -   | -   | -   | -   | -  |      | -    | -    | -   | -   |
| SSD Santa Lucia Sport Roma        | -   | -   | -   | -   | -  | -    |      | -    | -   | -   |
| Santo Stefano Banca Marche        | -   | -   | -   | -   | -  | -    | -    |      | -   | -   |
| Anmic Dinamo Sassari              | -   | -   | -   | -   | -  | -    | -    | -    |     | -   |
| HB Torino Asja SKF                | -   | -   | -   | -   | -  | -    | -    | -    | -   |     |

## Play-off
Tabellone
|  | Semifinali | Semifinali              | Semifinali              | Semifinali | Semifinali |  |  | Finale | Finale                  | Finale                  | Finale                  | Finale | Finale | Finale |  |
|  |            |                         |                         |            |            |  |  |        |                         |                         |                         |        |        |        |  |
|  | 1          | Santa Lucia Roma        | Santa Lucia Roma        | 80         | 59         |  |  |        |                         |                         |                         |        |        |        |  |
|  | 4          | Briantea 84 Cantù       | Briantea 84 Cantù       | 62         | 49         |  |  | 1      | Santa Lucia Roma        | Santa Lucia Roma        | Santa Lucia Roma        | 75     | 61     | 57     |  |
|  | 2          | Lottomatica Elecom Roma | Lottomatica Elecom Roma | 75         | 84         |  |  | 2      | Lottomatica Elecom Roma | Lottomatica Elecom Roma | Lottomatica Elecom Roma | 66     | 60     | 52     |  |
|  | 3          | ANMIC Dinamo Sassari    | ANMIC Dinamo Sassari    | 28         | 59         |  |  |        |                         |                         |                         |        |        |        |  |

## Play-out
Tabellone
|  | Finale |                          |                          |    |    |  |
|  |        |                          |                          |    |    |  |
|  | 7      | Padova Millennium Basket | Padova Millennium Basket | 78 | 57 |  |
|  | 8      | Santo Stefano            | Santo Stefano            | 64 | 44 |  |

Santo Stefano Banca Marche, pur avendo perso i play-out, verrà ripescato al posto della Lottomatica Elecom Roma e parteciperà al campionato A-1 2012-13.

## Verdetti
- Campione d'Italia:  SSD Santa Lucia Sport Roma
- Retrocessioni in A-2: HB Torino Asja SKF e A Ruota Libera Solsonica RI, quest'ultima non si iscriverà al campionato Serie A-2 nella stagione 2012-2013.
- La Lottomatica Elecom Roma termina, nel giugno 2012, l'attività agonistica e non si iscrive ad alcun campionato.